# اكتشاف وتطوير غير النوكليوزيد العكسي الناسخ
مثبطات إنزيم النسخ العكسي غير النكليوسيدي «إن إن آر تي آي» (بالإنجليزية: Discovery and development of non-nucleoside reverse-transcriptase inhibitors)‏ أدوية مضادة للفيروسات القهقرية تُستخدم في علاج فيروس عوز المناعة البشري (إتش آي في). تثبط هذه الأدوية إنزيم النسخ العكسي (آر تي) الذي يتحكم في انتساخ المادة الوراثية للفيروس. يمثل هذا الإنزيم أشيع الأهداف المدروسة في مجال تطوير الأدوية المضادة للفيروسات القهقرية.
بدأ اكتشاف هذه المثبطات وتطويرها في أواخر ثمانينيات القرن العشرين، وفي نهاية 2009، حظيت أربعة أدوية منها بموافقة السلطات الناظمة، وخضعت مركبات عديدة أخرى للتطوير السريري. تتطور المقاومة الدوائية سريعًا تجاه هذه الأدوية عند استخدامها وحيدةً في النظام العلاجي، لذلك تُعطى دومًا ضمن علاج مشترك يُطلق عليه النظام العلاجي عالي الفعالية المضاد للفيروسات القهقرية (إتش إيه إيه آر تي).

## تاريخ
تُعد متلازمة عوز المناعة المكتسبة (الإيدز) سببًا مهمًا للوفيات حول العالم. عُرف هذا المرض عام 1981، ووُصف العامل المسبب له بعد عامين. ينتمي فيروس عوز المناعة البشري إلى مجموعة الفيروسات القهقرية، ويحمل نمطين مصليين: إتش آي في-1 وإتش آي في-2. تحدث الجائحات غالبًا بالنمط الأول، بينما يكون الثاني أقل إمراضًا ويقتصر وجوده أساسًا على غرب أفريقيا.
في عام 2009، بلغ عدد الإصابات 40 مليونًا حول العالم، وما يزال الرقم في ازدياد. تعيش الغالبية العظمى من المرضى في البلدان النامية.
لا تشفي أدوية فيروس عوز المناعة البشري من العدوى، لكن العلاج يهدف إلى تحسين نوعية الحياة وإنقاص الوفيات. توافر 25 دواءً مضادًا للفيروسات القهقرية لعلاج الفيروس بحلول عام 2009. تنتمي هذه الأدوية إلى ستة أصناف مختلفة تعمل على أهداف متنوعة أشيعها إنزيم النسخ العكسي لفيروس عوز المناعة البشري نمط 1. هناك فئتان من الأدوية التي تستهدف إنزيم النسخ العكسي الخاص بالفيروس: مثبطات إنزيم النسخ العكسي النكليوسيدية/النكليوتيدية، ومثبطات إنزيم النسخ العكسي غير النكليوسيدية. تشكل هذه الأدوية مكونًا هامًا في العلاج المشترك لفيروس عوز المناعة البشري الذي يُسمى النظام العلاجي عالي الفعالية المضاد للفيروسات القهقرية.
في عام 1987، وافقت إدارة الغذاء والدواء الأمريكية على أول مركب لعلاج العدوى بفيروس عوز المناعة البشري، وهو مثبط نكليوسيدي أُطلق عليه زيدوفودين. بدأ الاستكشاف في مجال المثبطات غير النكليوسيدية في أواخر ثمانينيات القرن العشرين مع تطور مثبطات إنزيم النسخ العكسي النكليوسيدي. تسارع هذا التطور سريعًا في تسعينيات القرن العشرين، وأصبحت هذه الأدوية خيارًا ثالثًا من مضادات الفيروسات القهقرية بعد مثبطات البروتياز.
ترتبط مثبطات إنزيم النسخ العكسي غير النكليوسيدي نوعيًا مع مستقبلاتها على فيروس عوز المناعة البشري نمط 1، لكنها لا تملك أي فعالية على النمط 2 والفيروسات القهقرية الأخرى. اكتشف أول مثبط غير نكليوسيدي «نيفاربين» على يد باحثين في شركة بوهرينجر إنجلهيم، وحظي بموافقة الاستخدام عام 1996. في السنتين التاليتين، وافقت إدارة الغذاء والدواء على دوائين إضافيين: ديلافيردين عام 1997 وإيفافيرينز عام 1998. يُطلق على هذه الأدوية الثلاث أدوية الجيل الأول من المثبطات غير النكليوسيدية. إن الحاجة للحصول على مثبطات غير نكليوسيدية مع معدلات مقاومة أقل قاد إلى تطوير الجيل التالي من هذه المثبطات. اكتشف الباحثون في مؤسسة يانسن وشركة تيبوتيك أول دواء في هذه الفئة تحت اسم «إترافيرني»، وحظي بموافقة إدارة الغذاء والدواء عام 2008. كان ريلبيفيرين الدواء الثاني في هذه المجموعة، وثاني الحاصلين على موافقة إف دي إيه عام 2011، وهناك أربعة مثبطات غير نكليوسيدية أخرى قيد التطوير السريري.

## إنزيم النسخ العكسي لفيروس عوز المناعة البشري نمط 1

### الوظيفة
يتحكم إنزيم النسخ العكسي بانتساخ المادة الوراثية لفيروس عوز المناعة البشري والفيروسات القهقرية الأخرى. يملك الإنزيم وظيفتين إنزيميتين، إذ يؤدي دور بوليميراز ناسخ لجينوم الرنا أحادي الشريط إلى دنا أحادي الشريط، وبالتالي يبني شريطًا متممًا من الدنا، وهذا يوفر لولبًا مزدوجًا من شريطي الدنا يمكنه الاندماج في صبغي الخلية المضيفة. يملك الإنزيم أيضًا نشاطًا مماثلًا للريبونوكلياز إتش (رناز إتش) إذ يحل شريط الرنا في المركب الوسيط رنا-دنا الذي يتشكل خلال اصطناع الدنا الفيروسي.

### البنية
إنزيم النسخ العكسي لفيروس عوز المناعة البشري متغاير ثنائي الوحدات غير متناظر يحمل 1000 حمض أميني ويتألف من وحدتين فرعيتين: p66 (560 حمضًا أمينيًا) وp51 (440 حمضًا أمينيًا). تملك الوحدة الفرعية p66 نطاقين: بوليميراز وريبونوكلياز إتش. يحوي نطاق البوليميراز أربعة نطاقات فرعية يُطلق عليها «الأصابع» و «الراحة» و«الإبهام» و«الوصلة». ويُشبه شكلها غالبًا باليد اليمنى. تؤدي الوحدة الفرعية p66 وظيفة إنزيم النسخ العكسي لأنها تحتوي المواقع الفعالة منه، بينما يُعتقد أن p51 تؤدي دورًا رئيسًا في تشكيل بنية الإنزيم.

## الارتباط والخصائص الدوائية
رغم التنوع الكيميائي في مثبطات إنزيم النسخ العكسي غير النكليوسيدي، ترتبط جميعها بذات الموقع على الإنزيم، ويحدث هذا الارتباط تفارغيًا في جيب كاره للماء يتوضع تقريبًا على بعد 10 أنغسترومات من موقع التحفيز في نطاق الراحة من موقع الوحدة الفرعية p66 على الإنزيم. يحتوي جيب الارتباط الخاص بالمثبط غير النكليوسيدي (إن إن آر تي آي) على خمسة حموض أمينية عطرية (تيروسين-181، تيروسين-188، فينيل ألانين-227، تريبتوفان-229)، وستة حموض أمينية كارهة للماء (برولين-59، ليوسين-100، فالين-106، فالين-179، لوسين-234، برولين-236)، وخمسة حموض أمينية محبة للماء (لايسين-101، لايسين-103، سيرين-105، أسبارتات-132، جلوتامين-138) تنتمي إلى الوحدة الفرعية p66، إضافةً إلى حمضين إضافيين (إيزوليوسين-135 وجلوتامين-138) ينتميان إلى الوحدة الفرعية p51. يتفاعل كل مثبط غير نكليوسيدي مع حمض أميني مختلف يتوضع في جيب الارتباط.
إن شكل الإنزيم الشبيه بالفراشة عامل مهم في ارتباطه مع أدوية الجيل الأول من هذه المثبطات مثل نيفيرابين، ورغم تنوعها الكيميائي، تتخذ هذه المركبات أشكالًا متشابهةً شبيهة بالفراشة. تصطف حلقتان عطريتان ضمن الإنزيم لتشكلا أجنحة الفراشة. إن هذه البنية تملك مركزًا محبًا للماء يمثل «الجسم» وجزئين كارهين للماء يمثلان الجناحين. يتألف الجناح الأول عادةً من حلقة عطرية غير متجانسة، بينما يتألف الجناح الثاني من مستبدل مجموعة فينيل أو أليل. يمتلك الجناح الأول مجموعةً وظيفيةً على أحد جانبي الحلقة تقدر على تقبل روابط الهيدروجين و/أو منحها للسلسلة الرئيسة من الحمضين الأمينيين لايسين-101 ولايسين-103. يتفاعل الجناح الثاني عبر روابط باي-باي مع الجيب الكاره للماء لتشكل السلاسل الجانبية من الحموض الأمينية العطرية أغلب أجزائه. يشغل الجزء الكاره للماء جيبًا صغيرًا من جسم الفراشة يتشكل أساسًا من السلاسل الجانبية من اللايسين-103 والفالين-106 والفالين-179. لوحظ أن أغلب المثبطات غير النكليوسيدية الأخرى ترتبط مع إنزيم النسخ العكسي وفق نماذج مختلفة. تملك مثبطات الجيل الثاني مثل دي-أريل-بيريميدين شكلًا شبيهًا بحدوة الحصان مع جناحين جانبيين كارهين للماء وحلقة بيريميدينية تمثل الجزء القطبي المركزي.
يمتاز جيب الارتباط بالمرونة، ويعتمد تشكله على الحجم والمكونات الكيميائية الخاصة ونموذج الارتباط مع المثبطات غير النكليوسيدية. تمتاز البنية الكلية لإنزيم النسخ العكسي بمرونتها الشدفية تعتمد على طبيعة المثبط غير النكليوسيدي المرتبط بها. من المهم أن يمتلك المثبط مرونةً تمكنه من الارتباط بالجيوب المعدلة للهدف الطافر، وقد لا تؤثر مرونة المثبط على التفاعل مع الهدف.